# Kvantna tehnologija
Kvantne tehnologije so aplikacije znanja s področja kvantne znanosti, ki temeljijo na vsaj enem izmed načel kvantne teorije, ki nimajo prave analogije v klasični fiziki. Predvsem gre tu za naprave nove generacije, katerih delovanje temelji na načelih  kvantne superpozicije in nedoločenosti ali na kvantni prepletenosti in uporabljajo posamezne kvantne delce. Primeri uporabe so na področjih varnih komunikacij (kvantna izmenjava ključa, generatorji naključnih števil, kvantne komunikacije), računalništva (kvantno žarenje, univerzalni kvantni računalniki), senzorike (kvantni senzorji) in znanstvenega raziskovanja (kvantne simulacije). Za uporabo v kvantnih tehnologijah se pospešeno razvija nove materiale. V širšem smislu pod kvantne tehnologije uvrščamo tudi naprave starejše generacije, ki sicer temeljijo na kvantnih pojavih, vendar ne na posameznih delcih, denimo laserje, atomske ure in superprevodna magnetna tipala SQUID. Pri izdajateljih strokovne literature se pojavljajo prve namenske znanstvene revije (denimo EPJ Quantum Technology).

## Kvantne tehnologije v Evropski uniji
Ker imajo kvantne tehnologije visok prebojni potencial, se jih smatra kot stateško pomembno področje in velike države tekmujejo za primat na področju. V Evropski uniji poteka večletni krovni projekt "Quantum flagship"., številne države članice pa imajo tudi lastne nacionalne kvantne iniciative (Plan quantique v Franciji in podobno). Začel se je projekt EuroQCI (angl. European quantum communication Infrastructure), katerega cilj je vzpostaviti varne povezave med državami članicami preko optičnih povezav in kvantnih telekomunikacijskih satelitov. Poteka tudi projekt EuroQCS (angl. European quantum computing & simulation), katerega cilj je nabava prvih velikih kvantnih računalnikov v Evropi. Eden izmed teh bo postavljen v Bologni (projekt EuroQCS-Italy, članica konzorcija je tudi Slovenija (ARNES).
Sodelovanju med državami članicami Evropske unije je namenjena tudi shema financiranja QuantERA. Evropska kvantna industrija je združena v konzorcij QuiC, ki skrbi za koordiniranje strateških načrtov, za sodelovanje z evropskimi institucijami in s telesi za standardizacijo. Ker so kvantne tehnologije blago z dvojno rabo, potekajo pogajanja o izvoznih omejitvah. Aktivnosti na področju izobraževanja potekajo v okviru CSA projekta QTEdu. Kvantne tehnologije so deficitarno področje in ustrezno usposobljen kader je zelo iskan. Projekte, ki imajo potencial za inovativne izdelke na področju kvantnega, spodbuja Evropski Investicijski Svet (projekti Pathfinder Challange) in financira Evropska investicijska banka.

## Kvantne tehnologije v Sloveniji
Slovenski raziskovalci na področju kvantne znanosti in tehnologoij so povezani v skupnost Qutes. Na Institutu "Jožef Stefan" so raziskovalci močno vpeti v raziskave s področja kvantnih tehnologij, ki so interdisciplinarne in spodbujajo sodelovanje raziskovalcev iz različnih področji, fizike, kemije in elektronike. V mesecu aprilu vsako leto potekajo dogodki, ki se navezujejo na »Svetovni kvantni dan«, 14. april, s ciljem približati kvantno znanost in tehnologijo širši javnosti.